# Calomicrus doramasensis
Calomicrus doramasensis là một loài bọ cánh cứng trong họ Chrysomelidae. Loài này được Vela & Garcia Becerra miêu tả khoa học năm 1996.